# Antonella Confortola
Antonella Confortola (Cavalese, 16 ottobre 1975) è un'ex fondista italiana.
È moglie del maratoneta neozelandese Jonathan Wyatt, a sua volta atleta di alto livello; in seguito al matrimonio aveva assunto anche il cognome del coniuge e gareggiava come Antonella Confortola-Wyatt.

## Biografia
Originaria di Ziano di Fiemme, in Coppa del Mondo ha esordito l'11 dicembre 1993 nella 5 km a tecnica classica di Santa Caterina di Valfurva (69ª) e ha ottenuto il primo podio il 20 dicembre 1998 nella staffetta di Davos (2ª).
In carriera ha partecipato a quattro edizioni dei Giochi olimpici invernali, Nagano 1998 (27ª nella 15 km, 20ª nella 30 km), Salt Lake City 2002 (34ª nella 10 km, 16ª nella 15 km, 19ª nella 30 km), Torino 2006 (34ª nella 10 km, non conclude la 30 km, 22ª nell'inseguimento, 3ª nella staffetta) e Vancouver 2010 (16ª nella 30 km), e a sei dei Campionati mondiali, vincendo due medaglie.
Dal 2011 gareggia prevalentemente in Marathon Cup, il circuito internazionale FIS riservato alle granfondo nel quale si è classificata 3ª nel 2013 e 2ª nel 2014.

## Palmarès

### Olimpiadi
- 1 medaglia:
  - 1 bronzo (staffetta a Torino 2006)

### Mondiali
- 2 medaglie:
  - 1 argento (staffetta[3] a Ramsau am Dachstein 1999)
  - 1 bronzo (staffetta a Oberstdorf 2005)

### Coppa del Mondo
- Miglior piazzamento in classifica generale: 26ª nel 2004
- 5 podi (tutti a squadre)[4]), oltre a quello conquistato in sede iridata e valido ai fini della Coppa del Mondo:
  - 1 secondo posto
  - 4 terzi posti

### Marathon Cup
- Miglior piazzamento in classifica generale: 2ª nel 2014
- 5 podi:
  - 1 vittoria
  - 2 secondi posti
  - 2 terzi posti

#### Marathon Cup - vittorie
| Data          | Gara                | Località | Nazione  | Distanza    |
| ------------- | ------------------- | -------- | -------- | ----------- |
| 13 marzo 2011 | Engadin Skimarathon | Samedan  | Svizzera | 42 km TL MS |

Legenda:

MS = partenza in linea

TL = tecnica libera

### Campionati italiani
- 13 medaglie[2]:
  - 10 argenti (15 km TC nel 1998; 10 km TL, 30 km TL, inseguimento nel 2003; 30 km TC nel 2007; 10 km TC, inseguimento nel 2008; 10 km TC, inseguimento nel 2009; 30 km TL nel 2010)
  - 3 bronzi (10 km TL nel 2004; 30 km TL nel 2008; 30 km TL nel 2012)